# Diego Viera
Diego Viera, vollständiger Name Diego Viera Moreira, (* 4. Juni 1994 in Montevideo) ist ein uruguayischer Fußballspieler.

## Karriere
Der 1,68 Meter große Mittelfeldakteur Viera stand zu Beginn seiner Karriere in Reihen des Erstligisten Defensor Sporting. Dort erhielt er jedoch keine Einsatzzeiten in der Primera División, wurde im Jahr 2012 aber einmal in der Copa Libertadores Sub-20 eingesetzt, bei der sein Verein das Finale erreichte. Anfang August 2014 wurde er an den Ligakonkurrenten El Tanque Sisley ausgeliehen. In der Saison 2014/15 lief er 22-mal in der höchsten uruguayischen Spielklasse auf und erzielte einen Treffer. Zur Spielzeit 2015/16 kehrte er Defensor zurück und absolvierte in dieser zehn Erstligaspiele (kein Tor). Für die Saison 2016 werden keine Einsätze geführt. Anfang Februar 2017 wechselte er auf Leihbasis zum Zweitligisten Club Atlético Progreso.